# Otto Schanz

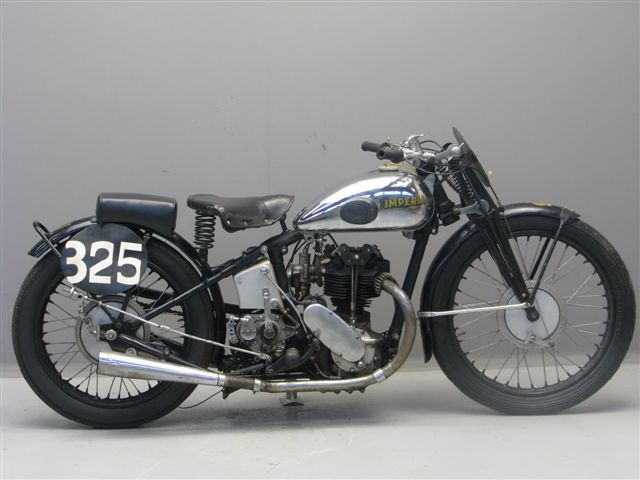
350-cm³-Imperia-Rennmaschine mit Rudge-Python-Motor aus dem Jahr 1933

Otto Schanz (* im 19. oder 20. Jahrhundert; † 16. September 1934 in oder bei Schleiz) war ein deutscher Motorradrennfahrer.

## Werdegang
Otto Schanz aus dem thüringischen Hedersleben startete Anfang der 1930er-Jahre für das Werksteam des Unternehmens Imperia in der Kategorie bis 350 cm³ Hubraum. Die erfolgreichen Rennmaschinen des Godesberger Herstellers waren mit Einzylinder-Viertaktmotoren vom Typ „Python“ ausgestattet, die vom britischen Unternehmen Rudge als Einbaumotoren bezogen wurden.
Ein erster Erfolg ist für Schanz mit dem Sieg in der 350er-Klasse bei einem Lauf um die Westdeutsche Meisterschaft auf der kleinen Schleife des Nürburgrings im April 1931 verzeichnet. Im Juni 1931 wurde er beim zweiten Meisterschaftslauf auf der Südschleife Dritter. Mit einem weiteren Sieg beim letzten Lauf der Meisterschaft am ersten Septemberwochenende auf dem Nürburgring wurde Schanz Westdeutscher Meister in der Klasse bis 350 cm³ Hubraum. Beim Hohensyburg-Rennen eine Woche später musste er sich nur seinem Imperia-Teamkameraden Ernst Loof geschlagen geben und wurde Zweiter.
In die Rennsaison 1932 ging Otto Schanz wiederum für Imperia. Seine Teamgefährten waren Ernst Loof und Arthur Dom. Beim Meisterschaftslauf im Juli in Grillenburg (zur damaligen Zeit als „Sachsenring“ bezeichnet) wurde er im 350er-Lauf Vierter. Beim Schleizer Dreieckrennen erreichte Schanz sowohl im 350er-Meisterschaftslauf als auch im Jubiläumslauf dieser Klasse Rang zwei hinter Loof, der sich vor Otto Ley (Triumph) den Meistertitel in dieser Klasse sicherte.
Beim zweiten Meisterschaftslauf der Saison 1933, dem Dreieckrennen bei Groß-Wartenberg (heute Syców) Anfang Mai in Schlesien sicherte sich Schanz knapp vor Teamgefährte Ernst Loof den Sieg im 350-cm³-Rennen. Wenig später wurde er auf dem im Jahr zuvor eröffneten Hockenheimring Vierter und beim 350er-Meisterschaftslauf in Schotten hinter Hans Richnow und Karl Frentzen (beide Rudge) Dritter. Weitere dritte Ränge bei den verbleibenden beiden Meisterschaftsläufen in Grillenburg und Schleiz brachten Schanz in der Gesamtwertung der 350er-Kategorie hinter Richnow auf der Brumm-Rudge Platz zwei ein.
Beim ersten Lauf der Deutschen Motorradmeisterschaft 1934, dem Marienberger Dreieckrennen am 6. Mai, wurde Schanz hinter Josef Klein (Norton) und Loof, der weiterhin sein Teamkollege bei Imperia war, Dritter. In derselben Reihenfolge endete auch der folgende 350er-Lauf beim Eifelrennen. Beim international besetzten 350er-Lauf des Großen Preises von Deutschland auf dem Badberg-Viereck um Hohenstein-Ernstthal, dem späteren Sachsenring, belegte Schanz hinter den Briten Jimmie Simpson (Norton) und Ernie Nott (Husqvarna) ebenfalls Rang drei und wurde damit Vorletzter, denn nur vier der 28 angetretenen Starter erreichten das Ziel. Das Hockenheimer Motorradrennen Anfang August schloss Schanz hinter Ernst Loof auf Rang zwei ab. Wenig später wurde er Vierter in der 350er-Wertung des Großen Bergpreises von Deutschland, der beim Schauinsland-Rennen bei Freiburg im Breisgau ausgetragen wurde.
Otto Schanz verunglückte am 16. September 1934 während des Schleizer Dreieckrennens schwer. Er wurde mit seiner Imperia-Rudge, mit der er in der Klasse bis 350 cm³ Hubraum gemeldet hatte, in einer flachen Rechtskurve nach außen getragen und prallte nahezu ungebremst gegen einen Baum. Schanz erlag auf dem Weg in Krankenhaus den dabei erlittenen Verletzungen.

## Statistik

### Erfolge
- 1931 – Westdeutscher 350-cm³-Meister auf Imperia

### Rennsiege
| Jahr | Klasse  | Maschine | Rennen                            | Strecke             |
| ---- | ------- | -------- | --------------------------------- | ------------------- |
| 1933 | 350 cm³ | Imperia  | Dreieckrennen bei Groß-Wartenberg | bei Groß-Wartenberg |